# Iván García (simhoppare)
Iván Alejandro García Navarro, kallad Pollo (kyckling), född 25 oktober 1993 i Guadalajara, är en mexikansk simhoppare. Han tog silver i par vid olympiska sommarspelen 2012 med sin partner Germán Sánchez, samt slutade på sjunde plats individuellt.